# Halobacterium salinarum
A Halobacterium salinarum a Halobacterium nemzetségbe tartozó archeafaj. Extrém halofil (sókedvelő), óceáni, obligát aerob archea. Sózott halakban, nyersbőrön, és hipersós tavakban él. Nagy sűrűségben a vizeket lilára vagy vörösre színezi. Előfordul a nagy sótartalmú élelmiszerekben is, például sózott sertéshúsban, halban és kolbászban. Mivel túléli a magas sókoncentrációt, extremofilként osztályozzák. Az archeák genetikájának és funkcionális genomikájának a géncserére és a szisztematikus génknockoutra való módszerek révén való tanulmányozásában hasznos. A H. salinarumot használták hidrogén termelésre E. coli hidrogenázdonorral.

## Leírása
Pálcika alakú egysejtű élőlény. A Földön több milliárd évvel ezelőtt megjelent archeák közé tartozik. A membránja S-réteg által körülvett lipid kettősrétegből áll. Az S-réteg anyaga sejtfelszíni glikoprotein, amely a sejtfelszíni fehérjék körülbelül 50%-át adják. Ezek a fehérjék rácsot alkotnak a membránon. A szulfát gyakori a glikoprotein glikánláncaiban, amik emiatt negatív töltésűek. A negatív töltés vélhetőleg stabilizálja a rácsot magas sókoncentráció mellett.
Kémiai energiájának fő forrásai az aminosavak, főleg az arginin és az aszpartát, bár képes metabolizálni más aminosavakat is. Nem képes növekedni cukrokkal, ezért szüksége van glükoneogenezisre képes enzimekre cukrok létrehozásához. Bár képtelen katabolizálni glükózt, a TrmB transzkripciós faktor az S-réteg glikoproteinjében található cukrok glukoneogenikus termelését szabályozza.

## Alkalmazkodása az extrém körülményekhez

### Magas sókoncentráció
A túléléshez extrém sós környezetben – mint más halofil archaea fajok – használ oldott anyagokat (különösen kálium-kloridot) az ozmotikus stressz csökkentésére. A kálium szintje nincs egyensúlyban a környezetével, így több aktív transzportert fejez ki, amik káliumot pumpálnak a sejtbe. Extrém magas sókoncentrációnál a fehérjék kicsapódnak. A fehérjéi főleg savas kémhatásúak. Átlagos izoelektronos pontjuk 4,9. Ezek a nagyon savas fehérjék túlnyomórészt negatív töltésűek, és képesek oldatban maradni még magas sókoncentrációnál is.

### Alacsony oxigénszint

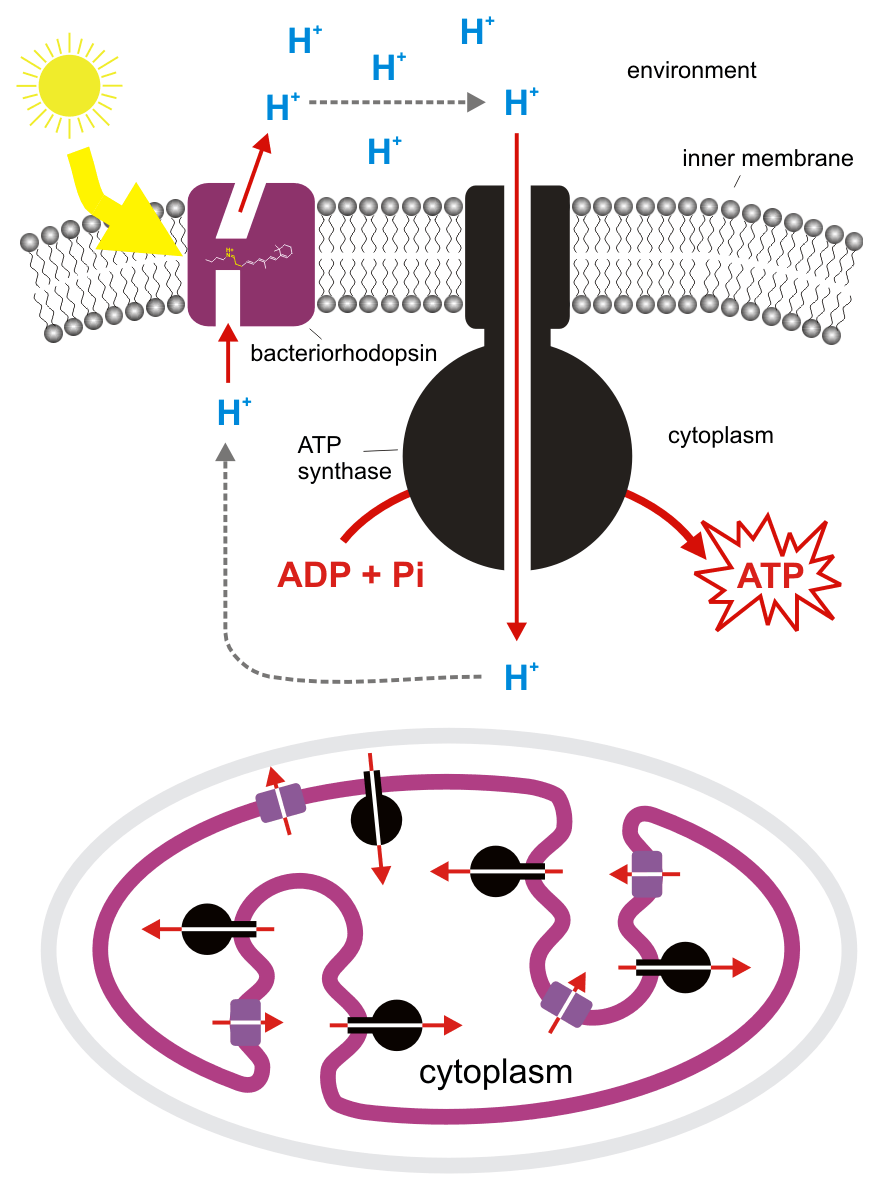
Kemiozmotikus kapcsolat a napenergia, a bakteriorodopszin és az ATP szintáz általi foszforiláció (kémiai energia) között a fotoszintézis közben a Halobacterium salinarumban. A bakteriális sejtfal elhagyva.

Nőhet sós tavakban, ahol hamar elfogy az oxigén. Bár obligát aerob élőlény, képes életben maradni alacsony oxigénszint mellett fényenergia felhasználásával. Egyik membránfehérjéje a bakteriorodopszin, ami fényvezérelt protonpumpa. Két részből áll: a 7-transzmembrán fehérjéből, a bakterioopszinból, és a fényérzékeny kofaktorból a retinalból. Egy foton elnyelése megváltoztatja a retinal konformációját, ami konformációváltozást okoz a bakterioopszin fehérjében, protontranszportot okozva.
Gázvezikulumokat termel, hogy a magasabb oxigénszintű és világosabb felszínre kerüljön. Ezek legalább 14 gén által kódolt fehérjékből előállított komplex struktúrák, és 1967-ben fedezték fel a H. salinarumban.

### UV sugárzás
A sós tavakban kevés védelem van a naptól, így gyakran nagy mennyiségű UV sugárzásnak van kitéve. Ennek kompenzálására kifinomult DNS-javító mechanizmus fejlődött ki benne. A genomjában kódolt DNS-javító enzimek homológok a baktériumok és az eukarióták enzimeivel. Ennek köszönhetően a DNS-károsodásokat gyorsabban és sokkal hatékonyabban javítja ki mint más élőlények, így sokkal jobban tolerálja az UV sugárzást.
A Halobacterium salinarum felelős a Holt-tenger és más sós vizek piros vagy rózsaszín elszíneződésért. A vörös színt elsősorban a bakterioruberin okozza, ami egy 50 szénatomos karotinoid pigment a membránján belül. A bakterioruberin elsődleges szerepe hogy védjen az UV fény okozta DNS károsodás ellen. A bakterioruberin a DNS-t antioxidánsként védi, inkább mint hogy közvetlenül blokkolja az UV fényt. Képes megvédeni a sejtet a reaktív oxigénszármazékok. A bacterioruberin által termelt gyök kevésbé reaktív mint az eredeti gyök, és valószínűleg reagál egy másik gyökkel.

## Genom
Eddig két törzsének a genomját szekvenálták teljesen: az NRC-1-et és az R1-et. Az NRC-1 genomja 2 571 010 bázispár hosszú, és egy nagy, valamint két mini kromoszómából áll. A genom valószínűleg 2360 fehérjét kódol. A nagy kromoszóma GC-tartalma nagyon magas (68%). A magas G-C tartalma növeli a genom stabilitását extrém környezetekben.

## Legrégebbi DNS
Megtalálták a Halobacterium salinarum közeli genetikai rokonának sóba zárt DNS fragmentumait, amiknek a korát 121 millió évesre becsülték.
Új-Mexikóban 250 millió évesre becsült DNS-t is felfedeztek.